# Kattilasalmi
Kattilasalmi är ett sund i Finland. Det ligger i Fredrikshamn i landskapet Kymmenedalen, i den södra delen av landet, 130 km öster om huvudstaden Helsingfors.